# Шмальфельд
Шмальфельд (нім. Schmalfeld) — громада в Німеччині, розташована в землі Шлезвіг-Гольштейн. Входить до складу району Зегеберг. Складова частина об'єднання громад Кальтенкірхен-Ланд.
Площа — 19,33 км2. Населення становить 1945 ос. (станом на 31 грудня 2020).

## Галерея

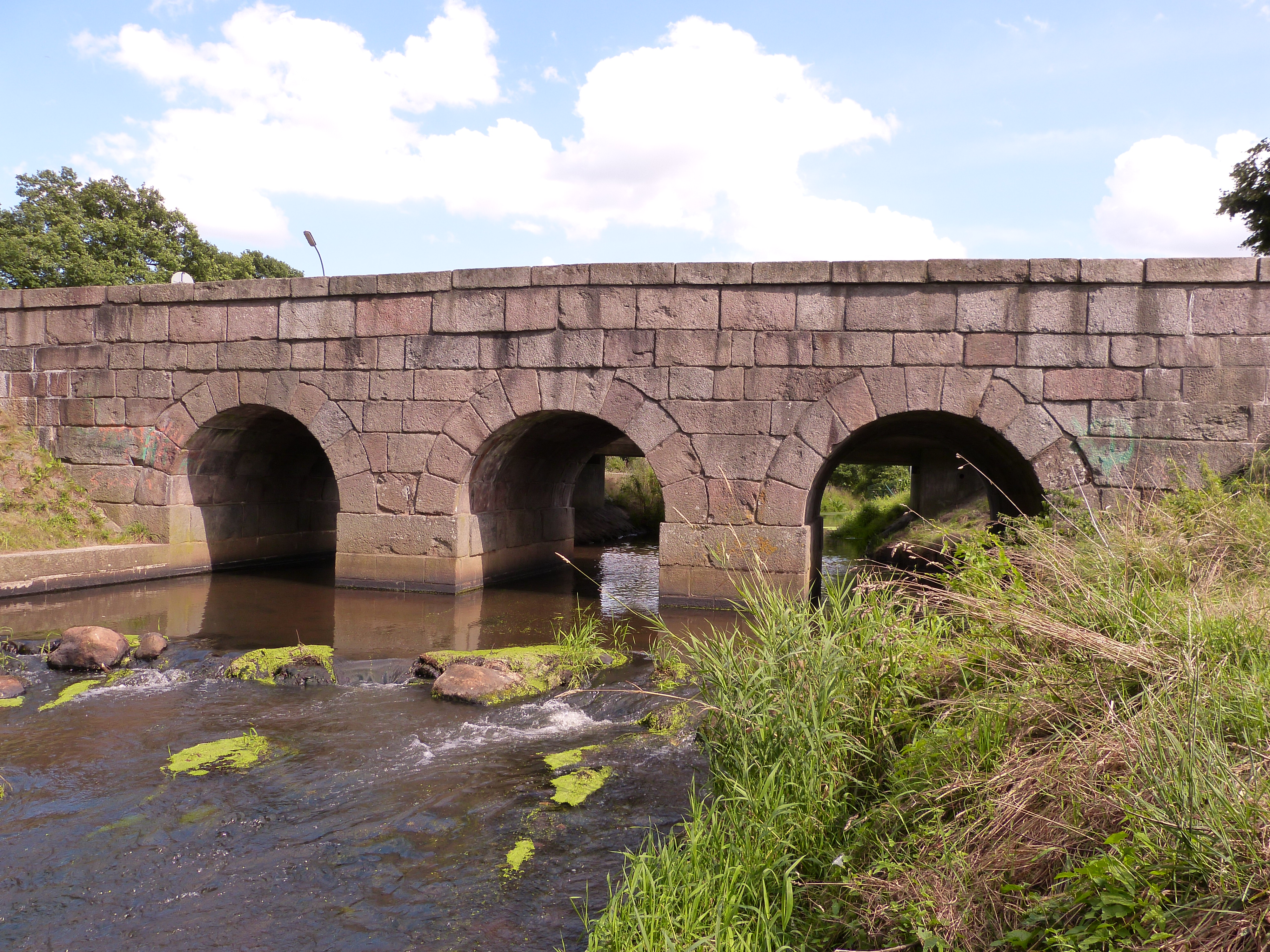